# Белінський Артем Сергійович
Арте́м Сергі́йович Белі́нський (08 червня 1999 — 05 жовтня 2022) — молодший сержант Збройних Сил України, учасник російсько-української війни, який загинув під час російського вторгнення в Україну.

## Життєпис
Народився 08 травня 1999 року в м. Нетішин, Хмельницької області, Україна. Закінчив Нетішинську загальноосвітньої школи №4 в 2016 році. 
Того ж року вступив до Національного університету «Львівська політехніка», де навчався за спеціальністю «Атомна енергетика». 
З початком російського вторгнення в Україну в 2022 році добровольцем став на захист України. Боровся проти держави-терориста у складі 125-ї окремої бригади територіальної оборони ЗСУ та здобув звання «молодший сержант». 
Вірний військовій присязі, загинув 5 жовтня 2022 року при виконанні службового обов'язку по захисту Батьківщини.

## Нагороди
В лютому 2023 року відповідно до указу президента України №35/2023 Артема Белінського за особисту мужність і самовідданість, виявлені у захисті державного суверенітету та територіальної цілісності України, вірність військовій присязі було посмертно відзначено державною нагородою: орденом «За мужність» ІІІ ступеня.
В травні 2024 відповідно до указу Міністра оборони України №786 від 21 травня 2024 року відзначено медаллю "Захиснику України".